# ACE (探査機)

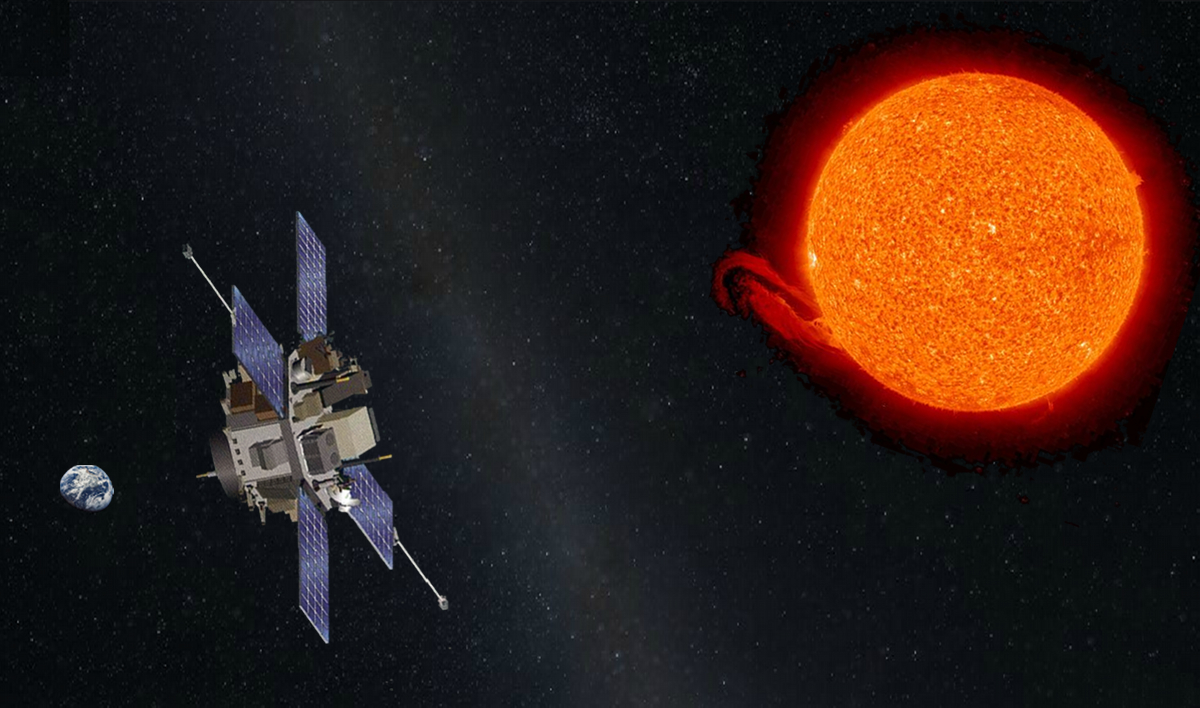
太陽と地球間のリサジュー軌道上を周回するACE

ACE (Advanced Composition Explorer) はNASAのエクスプローラー計画の一環として行われる、太陽や銀河を起源とする高エネルギー粒子を実際の宇宙空間で調査する探査機である。
探査機から送られてくるリアルタイムのデータは、宇宙天気予報センターで太陽嵐の予測の改善や警告を行うのに利用されている。
1997年8月25日にケネディ宇宙センターからデルタIIによって打ち上げられ、ラグランジュ点L1付近のリサジュー軌道上で運用されている。衛星の重量は596kg。
探査機の状態は良好で、2024年まで軌道を維持できるだけの燃料があるとされている。衛星の開発とインテグレーションの取りまとめは、NASAのゴダード宇宙飛行センターが行った。
ACEは6台の解像度の高いセンサと3台のモニタリング用の観測装置を搭載しており、太陽を起源とする低エネルギー粒子と、銀河から到達する高エネルギー粒子までを観測する。
ACEは太陽風のパラメータや太陽を起源とするエネルギー粒子を地球から150万km離れた位置から24時間体制で観測しており、地球に磁気嵐が到達し、送電網や通信に影響を及ぼす約1時間前には警告を出すことが出来る。

## 搭載している観測装置
- Cosmic Ray Isotope Spectrometer (CRIS)
- ACE Real Time Solar Wind (RTSW)
- Solar Wind Ion Mass Spectrometer (SWIMS)
- Solar Wind Ion Composition Spectrometer (SWICS)
- Ultra-Low Energy Isotope Spectrometer (ULEIS)
- Solar Energetic Particle Ionic Charge Analyzer (SEPICA): 2008年の時点で、既にガスバルブの故障のためこの装置は使用出来なくなっている。
- Solar Isotope Spectrometer (SIS)
- Solar Wind Electron, Proton and Alpha Monitor (SWEPAM)
- Electron, Proton, and Alpha-particle Monitor (EPAM)
- Magnetometer (MAG)